# Heliura kennedyi
Heliura kennedyi är en fjärilsart som beskrevs av Rothschild 1912. Heliura kennedyi ingår i släktet Heliura och familjen björnspinnare. Inga underarter finns listade i Catalogue of Life.